# 北京丁香
北京丁香（学名：Syringa reticulata subsp. pekinensis）为木犀科丁香属的植物网脉丁香的亚种。分布于中国大陆的河北、甘肃、山西、陕西、河南、宁夏、四川、内蒙古等地，生长于海拔600米至2,400米的地区，见于山谷、疏林中、密林、沟边、山坡灌丛以及沟边林下。

## 别名
臭多罗（河北）